# Goochland County
Goochland County är ett administrativt område i delstaten Virginia, USA, med 21 717 invånare. Den administrativa huvudorten (county seat) är Goochland.

## Geografi
Enligt United States Census Bureau har countyt en total area på 751 km². 737 km² av den arean är land och 14 km² är vatten.     

### Angränsande countyn
- Louisa County - nord
- Hanover County - nordost
- Henrico County - öst
- Powhatan County - syd
- Cumberland County - sydväst
- Fluvanna County - väst